# Videogames: Design/Play/Disrupt
Videogames: Design/Play/Disrupt - (с англ. — «Видеоигры: дизайн, игра, разрыв») - выставка, проходившая в залах лондонского Музея Виктории и Альберта с 8 сентября 2018 года по 24 февраля 2019 года.

## Описание
Основной частью компетенции Музея Виктории и Альберта является изучение и представление инновационного дизайна и культур, которые его окружают. Музей имеет долгую историю взаимодействия и сбора цифрового дизайна, начиная с раннего компьютерного искусства 1960-х годов и заканчивая современным цифровым и интерактивным искусством. Видеоигры являются одной из важнейших дисциплин дизайна в наше время, поэтому они идеально подходят для Музея Виктории и Альберта.
Videogames: Design/Play/Disrupt масштабная выставка, исследующая дизайн и культуру современных видеоигр. Эта выставка предоставила зрителю уникальную возможность взглянуть на процесс проектирования, стоящий за рядом революционных современных видеоигр. На выставке были представлены дизайнерские работы, включая концепт-арт и прототипы, наряду с масштабными иммерсивными инсталляциями и интерактивными материалами.

Выставка исследует видеоигровую культуру с середины 2000-х годов, когда основные технологические достижения, такие как расширение доступа к широкополосной связи, социальные сети, смартфоны и новые доступные средства создания, глубоко изменили способ разработки, обсуждения и игрового процесса видеоигр. 
Директор музея Тристрам Хант: «Музей Виктории и Альберта - одно из ведущих в мире собраний дизайна, изобразительного и исполнительского искусств. Наша миссия - показывать творческие искры, которые вдохновляют воображение художников и дизайнеров завтрашнего дня. Видеоигры, находящиеся на передовом рубеже искусства и технологии, давно уже заслуживают подобного признания»

Куратор выставки Мари Фоулстон: «Каждая представленная здесь игра рушила привычные границы и открывала новые территории».
К выставке были организованы разнообразные мероприятия, семинары и серия конференций, которые привлекли в музей независимых разработчиков видеоигр и деятелей индустрии.

## Дизайн
На выставке редко встречающиеся дизайнерские материалы со столов и жестких дисков ведущих дизайнеров экспонировались рядом со специально созданными мультимедийными инсталляциями, чтобы обеспечить новые перспективы и понимание мастерства при создании новых революционных современных видеоигр. Этот раздел выставки представлял эклектичный и разнообразный спектр работ над игровым дизайном от кинематографичных блокбастеров крупных ААА студий до скромной и часто интимной работы независимых разработчиков.

## Игра
Данный раздел выставки посвящен сообществу игроков онлайн, которые соединенны через серверы и социальные платформы. Они создают, сотрудничают совместно в видеоиграх. Их работы - от потрясающих мегаструктур, построенных в Minecraft, до огромного количества фан-артов. Данный раздел был представлен в виде масштабной иммерсивной инсталляции. Корпуса ручной работы для аркадных автоматов и интерактивные инсталляции, которые напоминают посетителю о социальной силе видеоигр.

## Разрыв
По мере того, как инструменты для создания игр стали более доступными, а дистрибуция расширилась, разработчики игр стали более широко участвовать в социальных и политических дискуссиях. В данном разделе выставки были представлены работы влиятельных разработчиков игр, которые ведут критические дискуссии и дебаты, ставят под сомнение не только идеи о видеоиграх и какими они должны быть, но и как они относятся к обществу в целом.

## Приложение
1. 1 2  Videogames and Digital Design at the V&A • V&A Blog (англ.). V&A Blog (6 апреля 2018). Дата обращения: 29 августа 2019. Архивировано 29 августа 2019 года.
2. ↑  V&A · Videogames: Design/Play/Disrupt (англ.). Victoria and Albert Museum. Дата обращения: 29 августа 2019. Архивировано 20 сентября 2019 года.
3. 1 2 3 4  V&A · About the Videogames exhibition (англ.). Victoria and Albert Museum. Дата обращения: 29 августа 2019. Архивировано 5 мая 2019 года.
4. 1 2  Видеоигры - бессмысленное развлечение или настоящее искусство?. 15 сентября 2018. Архивировано 10 сентября 2019. Дата обращения: 29 августа 2019.